# Alejandro Ramírez Álvarez
Alejandro Tadeo Ramírez Álvarez (San José, 21 de mayo de 1988) es un ajedrecista costarricense que juega bajo bandera estadounidense.
A la edad de 15 años se convirtió en el primer centroamericano en obtener el título de Gran Maestro de Ajedrez otorgado por la Federación Internacional de Ajedrez (FIDE por sus siglas en francés) siendo, en ese momento, el segundo Gran Maestro más joven del mundo.
Alejandro empezó a jugar ajedrez a la edad de cuatro años y, aunque tuvo algunos profesores al inicio, fue de la mano de su padre y entrenador Jorge Mario Ramírez como logró avanzar.
Alejandro fue nombrado a nivel mundial por primera vez durante la Olimpiada Mundial de Ajedrez celebrada en la ciudad de Bled, Eslovenia en el año 2002 a la edad de 13 años al empatar históricamente con el Gran Maestro Ruso Alexander Morozevich.
Gracias a sus triunfos no sólo ajedrecísticos sino también académicos obtuvo una beca McDermott en la Universidad de Texas-Dallas (UTD) donde cursa el nivel de maestría en la carrera de Arte y Tecnología / especialidad Diseño y Programación de Videojuegos.

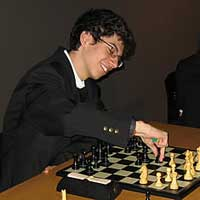
Alejandro Ramírez.

## Maestro FIDE
El título de Maestro FIDE lo obtuvo en forma directa a la edad de diez años al ganar oro en el Campeonato Panamericano Sub-10 celebrado en Florianópolis, Brasil en mayo de 1998.

## Maestro Internacional
El título de Maestro Internacional lo obtuvo en forma directa a la edad de 13 años al lograr 6.5 puntos en el Torneo Sub-zonal 2.3.5 celebrado en Managua, Nicaragua en noviembre de 2001.

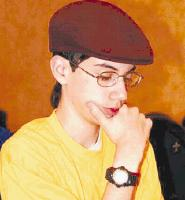
Alejandro Ramírez.

## Gran Maestro Internacional
La primera norma para llegar a ser Gran Maestro Internacional la consiguió a los 14 años al obtener 7 puntos en el Torneo Capablanca In Memoriam celebrado en La Habana, Cuba en mayo de 2003. La segunda le llegó a los 15 años al obtener el primer lugar compartido (junto con el GM Leinier Domínguez de Cuba) en el Torneo Zonal 2.3 celebrado en Guayaquil, Ecuador en agosto de 2003. En este torneo también clasificó al Campeonato Mundial de Ajedrez 2004 convirtiéndose en el único centroamericano en la historia en haber clasificado a un Campeonato Mundial de Ajedrez. La tercera norma la alcanzó a los 15 años al obtener 7 puntos en el Torneo Los Inmortales en Santo Domingo, República Dominicana en noviembre de 2003.
Su título de Gran Maestro fue ratificado por FIDE en la Asamblea de enero de 2005 al haber completado ya las tres normas y tener más de los 2500 puntos de ELO FIDE requerido. Así, se convirtió en el primero y único hasta el momento Gran Maestro de Ajedrez del área centroamericana.
Actualmente Alejandro se mantiene activo participando con el equipo de Ajedrez de UTD, con el cual ha viajado a lugares tan lejanos como China. En forma individual sigue cosechando triunfos como su reciente primer lugar en el Campeonato de Morelia 2008. Además es instructor invitado durante las últimas dos ediciones del Campamento de Ajedrez en Arizona.
En agosto de 2010 se convierte en campeón absoluto del Campeonato Abierto de Ajedrez de los Estados Unidos (US Open).
En enero del 2011, desaparece de la lista de ELO FIDE bajo la nacionalidad costarricense. Actualmente Alejandro está consignado como jugador de Estados Unidos, ubicándose actualmente en el undécimo puesto en la lista de jugadores de ese país, pero mantiene su ciudadanía costarricense.